# Gyula Bóbis
Gyula Bóbis est un lutteur hongrois né le 7 octobre 1909 à Kecskemét et mort le 24 janvier 1972 à Budapest.
Il est le père de l'escrimeuse Ildikó Farkasinszky-Bóbis.

## Palmarès

### Jeux olympiques
- Médaille d'or en lutte libre dans la catégorie des plus  de 87 kg en 1948 à Londres

### Championnats du monde
- Médaille d'argent en lutte gréco-romaine dans la catégorie des plus de 87 kg en 1950 à Stockholm

### Championnats d'Europe
- Médaille de bronze en lutte gréco-romaine dans la catégorie des plus de 87 kg en 1939 à Oslo
- Médaille de bronze en lutte libre dans la catégorie des plus de 87 kg en 1937 à Munich